# Prawa Clarke’a
Prawa Clarke’a – sformułowane przez Arthura C. Clarke’a trzy prawa dotyczące technologii:
1. „Kiedy poważany, a sędziwy naukowiec twierdzi, że coś jest możliwe, prawie na pewno ma rację. Gdy twierdzi że coś jest niemożliwe, prawdopodobnie się myli”.
2. „Jedynym sposobem poznania granic możliwego jest ich lekkie przekroczenie i wejście w niemożliwe”.
3. „Każda wystarczająco zaawansowana technologia jest nieodróżnialna od magii”.

Najbardziej znane z nich jest to ostatnie, które jest często modyfikowane, np.: „Każda technologia odróżnialna od magii jest niewystarczająco zaawansowana”.